# Rijlaars

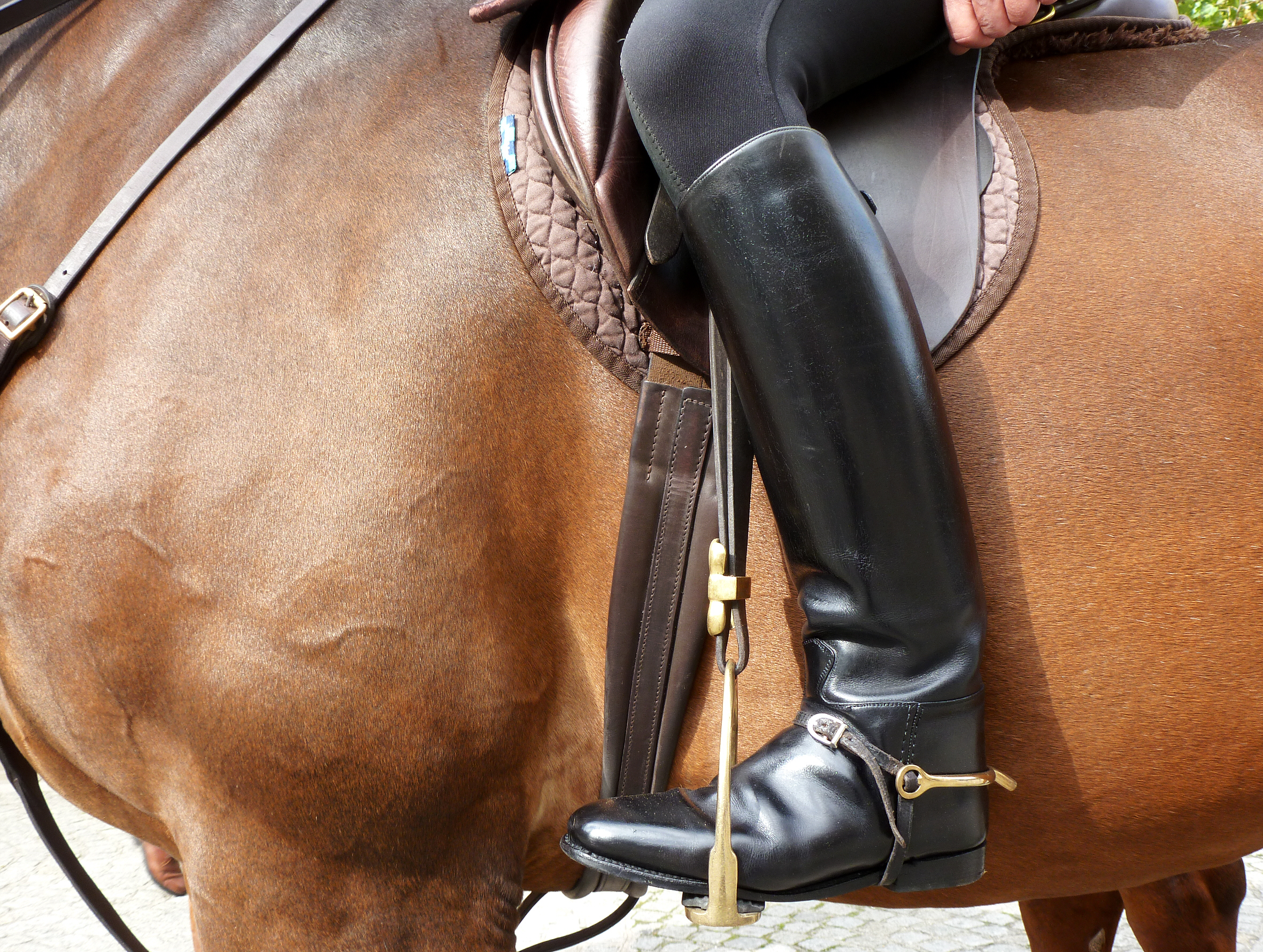
Rijlaars

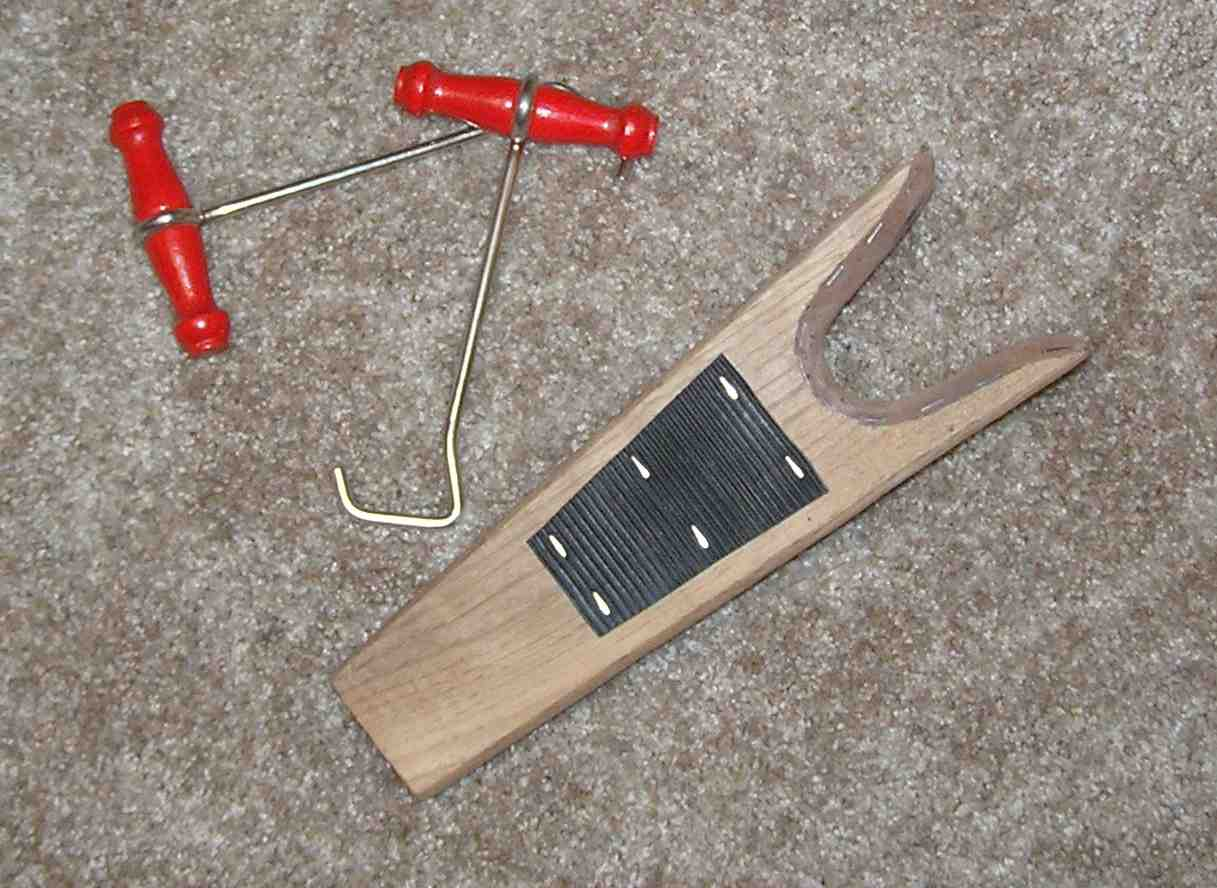
Laarzenknecht

Een rijlaars is een laars die wordt gebruikt bij het paardrijden. Rijlaarzen zijn vaak gemaakt van leer of rubber. De rijlaars kenmerkt zich doordat hij nauw sluit en een hoge schacht heeft, tot aan de knie. Een rijlaars kan over een rits beschikken om het aantrekken van de laars te vergemakkelijken. Rijlaarzen zijn in meerdere kleuren te verkrijgen, zwart is de meest gangbare kleur.

## Soorten

### Dressuurlaars
De dressuurlaars is ontwikkeld voor de ruiter die dressuur rijdt. Deze laarzen hebben een hoge schacht met aan de buitenzijde van de knie een zogenaamde dressuurboog, het leer loopt hoger door en eindigt in een ronding. De dressuurruiter houdt zijn benen lang, door de dressuurlaars lijkt het been langer. Dressuurlaarzen zijn vaak gemaakt van runderleer, dit is iets steviger, of van kalfsleer. Veel dressuurlaarzen beschikken over een ritssluiting, deze bevindt zich vaak aan de achterzijde of aan de binnenvoorzijde van de laars.

### Springlaars
De springlaars is ontwikkeld voor de ruiter die springt met zijn paard. De springruiter buigt zijn knieën tijdens het rijden meer dan een dressuurruiter. Daarom is het leer van een springlaars vaak soepeler, er wordt vaak gebruikgemaakt van kalfsleer. Ter hoogte van de knieholte is deze laars meer uitgesneden, zodat de laars geen belemmering vormt bij het buigen van de knieën. De springlaars beschikt vaak over een ritssluiting aan de achterzijde van de laars. Er zijn ook springlaarzen met veters te koop, vaak hebben deze enkel een esthetische waarde.

### Rubberen rijlaars
De rubberen rijlaars is goedkoper dan de leren rijlaars. Om die reden wordt de rubberen rijlaars vaak gebruikt door kinderen en jeugdigen die nog in de groei zijn en door ruiters die slechts incidenteel paardrijden. De meest eenvoudige rubberen rijlaars bestaat slechts uit rubber, de duurdere varianten hebben een voering om de temperatuur en de vochtigheid in de laars te reguleren.

## Hulpmiddelen
Voor het aantrekken van de nauwsluitende rijlaarzen kunnen laarshaken gebruikt worden. Leren laarzen hebben daartoe aan de bovenkant meestal twee platte lussen. Voor het uittrekken is een laarzenknecht onmisbaar. Het is een constructie met een schuin omhoogstaand plankje voorzien van een halfronde opening waarin de ene hak geklemd kan worden terwijl de andere voet de laarzenknecht op zijn plaats houdt.